# Pediasia browerellus
Pediasia browerellus là một loài bướm đêm trong họ Crambidae.